# Maria Rosaria Valentini
Maria Rosaria Valentini (San Biagio Saracinisco, 1963) è una scrittrice e poetessa italiana.

## Biografia
Nata a San Biagio Saracinisco, in provincia di Frosinone, nel 1963, vive e lavora in Svizzera.
Laureata all'Università degli Studi di Roma "La Sapienza" in germanistica con una tesi sulla pittrice tedesca Paula Modersohn-Becker, si è trasferita sul finire degli anni '80 in Svizzera dove è stata insegnante e ricercatrice prima di dedicarsi esclusivamente alla scrittura dal 1994.
Autrice di poesie, romanzi e racconti, tra i riconoscimenti ottenuti si segnalano il libro dell'anno 2003 dalla Fondazione Schiller per Sassi muschiati, il Premio Europeo di Narrativa Giustino Ferri - David Herbert Lawrence nel 2009 per Di armadilli e charango... e il  Premio "Onor d'Agobbio" nel 2016 per Magnifica.

## Opere principali

### Narrativa per l'infanzia
- Un'altra favola da raccontare, Rimini, Il Ponte, 1995

### Racconti
- Quattro mele annurche, Mendrisio, Gce, 2005 ISBN 88-87469-24-5.
- Di armadilli e charango..., Mendrisio, Capelli, 2008 ISBN 88-87469-60-1.

### Romanzi
- Ipotesi con aringhe, Vercelli, Mercurio, 2006 ISBN 88-86960-81-6.
- Antonia, Mendrisio, Capelli, 2010 ISBN 978-88-87469-70-7.
- Mimose a dicembre, Rovereto, Keller, 2013 ISBN 978-88-89767-49-8.
- Magnifica, Palermo, Sellerio, 2016 ISBN 88-389-3485-1.
- Il tempo di Andrea, Palermo, Sellerio, 2018 ISBN 978-88-389-3743-9.

### Poesia
- Sassi muschiati, Balerna, edizioni Ulivo, 2002